# Jorge Pardón
Jorge Hernesto Pardón García (Arequipa, 4 marzo 1905 – Lima, 19 dicembre 1977) è stato un calciatore peruviano.

## Carriera
In carriera, Pardón fu portiere di diverse squadre peruviane come l'Italiano, l'Atlético Chalaco e lo Sporting Tabaco, club dove chiuse la carriera.
Fu scelto dal CT del Perù Paco Bru per il Mondiale 1930 in cui disputò il match contro i futuri campioni del mondo dell'Uruguay.